# Новий родич (фільм)
«Новий родич» (угор. Az új rokon) — угорська комедія 1934 року режисера Бели Гаала.

## У ролях
- Зіта Перцель — Кітті
- Ференц Деллі — Ештарі Міклош
- Дьюла Гозон — Ештарі Шандор
- Лілі Беркі — тітка Тоні
- Елла Гомбасогі — тітка Емма
- Гюла Кабос — Самсон
- Іда Турай — Мальчі
- Шандор Петеш — Бернат Іштван
- Аттіла Петео — Уйварі
- Ержі Акош — Уйвари Ірен
- Кларі Тольнаї — Кеньєреслані